# Paragonia comiciata
Paragonia comiciata är en fjärilsart som beskrevs av Achille Guenée 1858. Paragonia comiciata ingår i släktet Paragonia och familjen mätare. Inga underarter finns listade i Catalogue of Life.